# Niebezpieczna (album grupy Jorrgus)
Niebezpieczna – czwarty album zespołu Jorrgus wydany 30 maja 2016 roku przez Firmę Fonograficzną Green Star. Album zawiera 9 utworów premierowych, 7 remiksów i jeden bonus.
Płytę promuje 6 teledysków:
- Żabka (premiera: sierpień 2014)
- Cały płonę (premiera: styczeń 2015)
- Niebezpieczna (premiera: marzec 2015)
- Ona ma coś w sobie (premiera: czerwiec 2015)
- Malowana lala (premiera: grudzień 2015)
- Będziesz moja (premiera: marzec 2016)

Teledyski można oglądać m.in. na antenie Polo TV, Disco Polo Music, VOX Music TV i Kino Polska Muzyka.

## Lista utworów
1. Niebezpieczna (muz. Przemysław Oksztul, sł. Agata Oksztul i Przemysław Oksztul)
2. Ona ma coś w sobie (muz. i sł. Przemysław Oksztul)
3. Cały płonę (muz. Przemysław Oksztul, sł. Agata Oksztul i Przemysław Oksztul)
4. Wiem jaka jesteś (muz. Przemysław Oksztul i Jerzy Szuj, sł. Agata Oksztul i Jerzy Szuj)
5. Malowana lala (muz. Przemysław Oksztul, sł. Dariusz Łopato)
6. Bezcenna miłość (muz. Jerzy Szuj, sł. Agnieszka Czerwińska)
7. Żabka (muz. Jerzy Szuj, sł. Agnieszka Czerwińska)
8. Teraz baw się (muz. Jerzy Szuj, sł. Agnieszka Czerwińska)
9. Będziesz moja (muz. i sł. Jerzy Szuj)
10. Niebezpieczna Extended (remix – DJ Sequence) (muz. Przemysław Oksztul, sł. Agata Oksztul i Przemysław Oksztul)
11. Ona ma coś w sobie (remix – DJ Sequence) (muz. i sł. Przemysław Oksztul)
12. Malowana lala Extended (remix – DJ Sequence) (muz. Przemysław Oksztul, sł. Dariusz Łopato)
13. Bezcenna miłość (remix – DJ Sequence) (muz. Jerzy Szuj, sł. Agnieszka Czerwińska)
14. Malowana lala (remix – Freaky Boys) (muz. Przemysław Oksztul, sł. Dariusz Łopato)
15. Niebezpieczna Extended (remix – DJ Candynoize & Volverine) (muz. Przemysław Oksztul, sł. Agata Oksztul i Przemysław Oksztul)
16. Będziesz moja Extended (Black Due & Fake Remix) (muz. i sł. Jerzy Szuj)
17. Będziesz moja (Maciej Dziemiańczuk) – (utwór dodatkowy)